# Düse
Eine Düse (abgeleitet vom tüsel, einem im 16. Jahrhundert in böhmischen Eisenhütten gebrauchten Gerät: eine „Röhre, durch die der Blasebalg in den Verhüttungsofen mündet“) ist eine Querschnittsverengung zur Beeinflussung der Strömung eines Fluids beim Übertritt zwischen einem geschlossenen und einem freien Raum. Sie kann dabei beispielsweise den Ein- oder Ausgang einer Rohrleitung bilden. Siehe auch: Strömungen in Rohrleitungen
Die Düse kann auf ihrer gesamten Länge die gleiche Querschnittsfläche haben, sich erweitern, verjüngen oder die Form ihres Querschnitts verändern. Die Düse verrichtet keine Arbeit, sondern wandelt zwischen Geschwindigkeit und statischem Druck.
Durch eine Düse kann
- ein Fluid entlang eines Druckgefälles beschleunigt,
- eine feste oder zähflüssige Masse geformt (siehe Extruder) oder
- eine flüssige Substanz zerstäubt oder
- ein Fluid in eine Rohrleitung eingesaugt werden (siehe Staubsauger).

Tritt eine Fluid von einem geschlossenen Raum in einen anderen geschlossenen Raum, so bezeichnet man eine dazwischenliegende Querschnittsverengung oft nicht als Düse, sondern als Drossel, Blende oder Reduzierung.

## Typen und Anwendungen

### Spinndüsen
Spinndüsen sind meist runde oder eckige Platten aus Glas, Metall oder Keramik mit mehreren, gleich großen Öffnungen. Manchmal haben sie auch die Form von Zylindern oder Kegeln. Sie sollen die Spinnmasse in gleiche Spinnschmelze- bzw. Spinnlösungsstrahlen aufteilen.

Düse und Diffusor bei Unterschall (oben) und Überschall (unten)

### Düsen für 3D-Drucker (Nozzles)

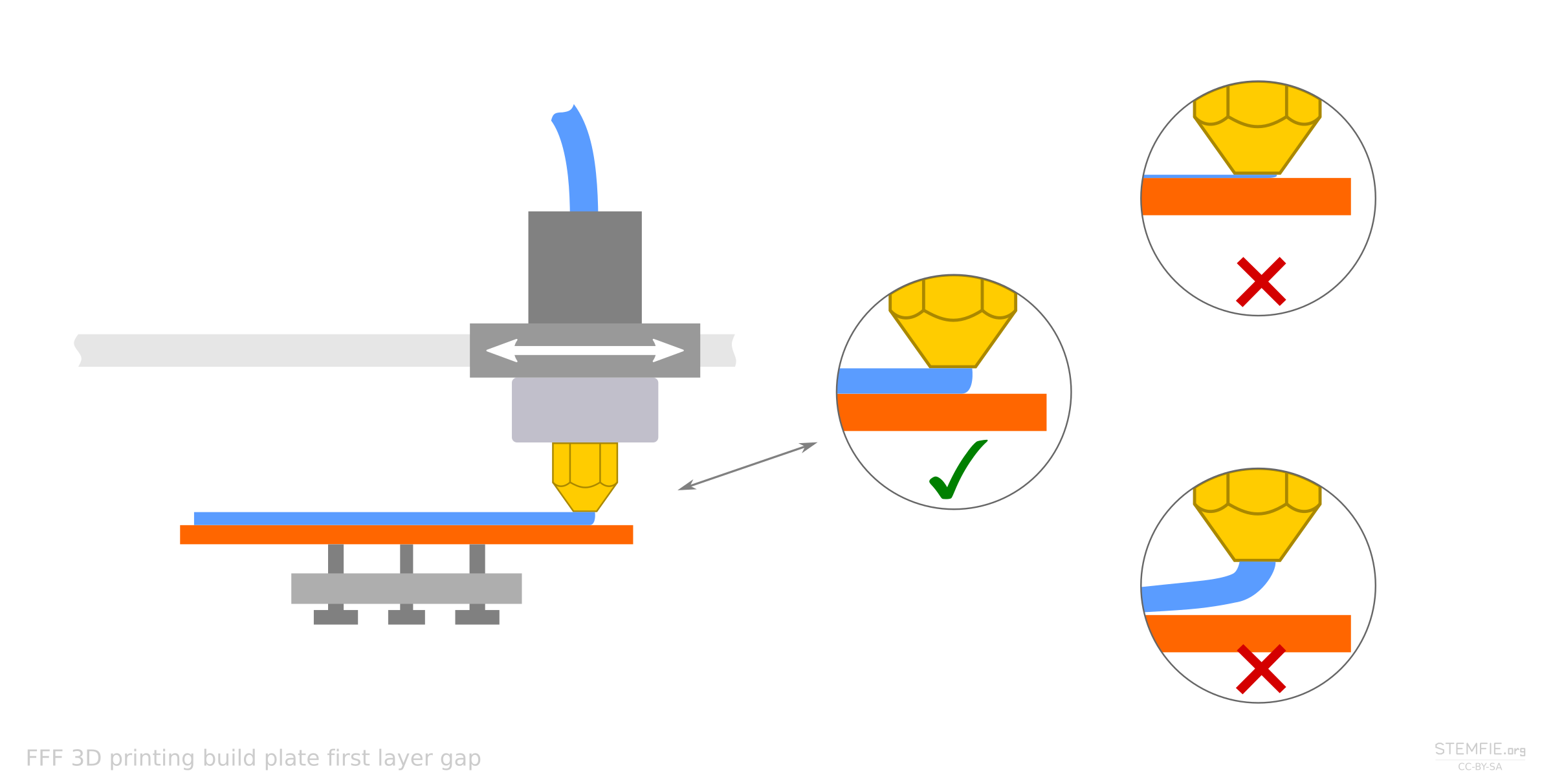
Nozzle bzw. Düse für 3D-Druck: das Filament (blau) wird durch die heiße Düse (gelb) auf die Druckplatte (rot) gedrückt, danach wird der Druck Schicht für Schicht aufgebaut. Illustration der 3D-Druck-Kalibrierung der Bauplatte für die erste Schicht. Urheber: Stemfie3D

Im 3D-Druck werden spezielle Druckdüsen (Nozzles) für das FDM-Verfahren verwendet. Sie dienen zum Schmelzen des Druckfilaments und sorgen dafür, dass es gleichmäßig auf der Druckplatte gedruckt wird. Bei den meisten 3D-Druckern kann man die Druckdüse tauschen. Es gibt Düsen mit unterschiedlichen Maßen und Eigenschaften.

### Konfusor / Diffusor
Ein Konfusor ist das Gegenstück eines Diffusors. In einem Konfusor erhöht sich die Geschwindigkeit des Fluids (flüssig oder gasförmig), im Diffusor wird das durchströmende Fluid abgebremst. Die Geometrie von Konfusor und Diffusor hängt dabei von der Mach-Zahl des strömenden Fluids ab. Während bei Unterschallgeschwindigkeit ein sich verjüngender Querschnitt als Konfusor und ein sich erweiternder Querschnitt als Diffusor wirkt, ist die Beziehung bei Überschallgeschwindigkeit umgekehrt.

### Turbinentriebwerk
Ein komplexes Anwendungsbeispiel für eine Düse ist das Strahltriebwerk in einem Strahlflugzeug. Die Luft darf die inneren Bauteile nur im Unterschallbereich umströmen, da es sonst zu einem Strömungsabriss an den Schaufeln der Rotoren und Statoren käme. Der Brennkammer würde in diesem Fall nicht genug Sauerstoff zugeführt und der Antrieb ausfallen. Um dies zu verhindern, schaltet man für den Überschallflug einen Diffusor vor das Triebwerk. Vor dem Austritt des Luftstroms muss dieser wieder auf Überschallgeschwindigkeit beschleunigt werden. Das geschieht mit Hilfe der Düse.
In einer Düse stellen nicht nur der Querschnitt und die Fließgeschwindigkeit, sondern auch die Dichte bzw. der kinetische Druck des Fließmediums eine Kennzahl dar. Diese Kennzahlen sind proportional voneinander abhängige Werte. Daraus ergibt sich, dass sich die Querschnittsfläche der Düse im Überschallbereich vergrößern statt verringern muss, um eine höhere Fließgeschwindigkeit zu erreichen.
Der mathematische Zusammenhang lässt sich mit Hilfe der Rankine-Hugoniot-Gleichung (Flächen-Geschwindigkeits-Beziehung) erklären:
{\displaystyle {\frac {\mathrm {d} u}{u}}={\frac {-\mathrm {d} A}{A}}{\frac {1}{1-Ma^{2}}}}
- Bei subsonischer Strömung (Unterschallfließgeschwindigkeit) bewirkt eine Querschnittsabnahme einen Geschwindigkeitszuwachs. Eine subsonische Düse ist demnach konvergent (in Fließrichtung verjüngend) geformt.
- Für eine supersonische bzw. hypersonische Strömung (Überschallfließgeschwindigkeit) bewirkt eine Querschnittszunahme einen Geschwindigkeitszuwachs. Eine entsprechende hypersonische/supersonische Düse ist demnach divergent geformt. Die Dichte nimmt bei einer Überschallströmung schneller ab, als die Strömungsgeschwindigkeit zunimmt.
- Bei einer transsonischen Strömung ist {\displaystyle \mathrm {d} A=0}, denn sonst hat die Gleichung keine Lösung, das heißt im engsten Querschnitt der Düse ist die Mach-Zahl Ma = 1.

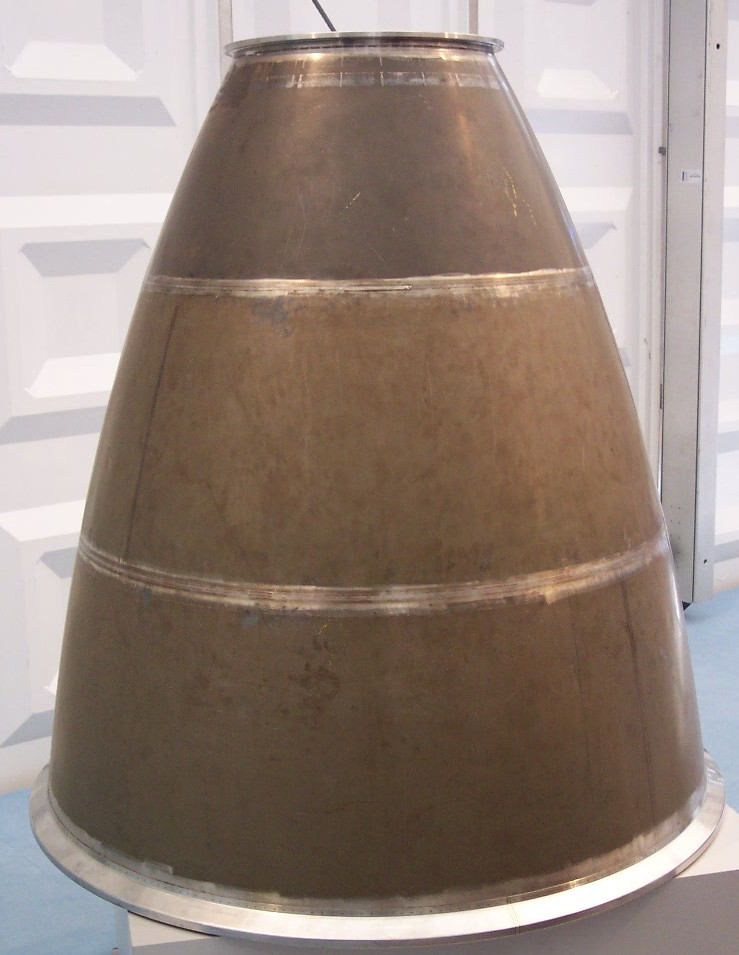
Düse eines Raketentriebwerks

Die auf dem Bild sichtbare Düse des Raketenantriebs wird „von oben nach unten“ durchströmt und stellt ein Beispiel für eine hypersonische und somit divergente Düse dar.